# Lista över premiärministrar i Tamil Nadu
Detta är en lista över premiärministrar i Tamil Nadu.
1. O.P. Ramaswamy Reddiyar 1947 – 1949 (Delstaten Madras)
2. P.S. Kumaraswamy Raja 1949 – 1952 (Delstaten Madras)
3. C. Rajagopalachari 1952 – 1954 (Delstaten Madras)
4. K. Kamaraj 1954 – 1963 (Delstaten Madras till och med 1956)
5. M. Bakthavatsalam 1963 – 1967
6. C.N. Annadurai 1967 – 1969
7. M. Karunanidhi 1969 – 1976
8. M.G. Ramachandran 1977 – 1987
9. Janaki Ramachandran 1988
10. M. Karunanidhi 1989 – 1991
11. J. Jayalalithaa 1991 – 1996
12. M. Karunanidhi 1996 – 2001
13. J. Jayalalithaa 2001
14. O. Panneerselvam 2001 – 2002
15. J. Jayalalithaa 2002 – 2006
16. M. Karunanidhi 2006 – 2011
17. J. Jayalalithaa 2011 – 2014
18. O. Panneerselvam 2014 – 2015
19. J. Jayalalithaa 2015 – 2016
20. O. Panneerselvam 2016 – 2017
21. Edappadi K. Palaniswami 2017 – 2021
22. M. K. Stalin 2021 –